# Молизе (село)
Молѝзе (на италиански: Molise) е село и община в Южна Италия, провинция Кампобасо, регион Молизе. Разположено е на 868 m надморска височина. Населението на общината е 177 души (към 2012 г.).